# Imperiets barn
Imperiets barn är en reportagebok av Liza Alexandrova-Zorina (ryska: Елизавета Борисовна Александрова-Зорина), utgiven i mars 2023 på förlaget Volante.

## Innehåll
Boken är en berättelse om, och kartläggning av, ett slags skuggsamhälle med missförhållanden inom vissa grupper; svensk lag gäller inte och ryska talas.

## Mottagande
Boken beskrevs av Torbjörn Elensky i tidskriften Fokus som "en av de mest skakande böcker jag läst". Enligt Elensky kan boken sägas ge "nycklar till att förstå det postsovjetiska tillståndet". I Dagens Nyheter beskrevs boken av Maria Schottenius som "en bok som brinner i händerna". Hon skriver också att Alexandrovna-Zorina har "en skarp blick för människor".

## Utgåva
- 2023 – Alexandrova-Zorina, Liza. Imperiets barn. Stockholm: Volante. Libris j0n57v5mgx3qd75p. ISBN 9789179652883